# Fredonia (Kansas)
Fredonia é uma cidade localizada no estado americano de Kansas, no Condado de Wilson.

## Demografia
Segundo o censo americano de 2000, a sua população era de 2600 habitantes.
Em 2006, foi estimada uma população de 2472, um decréscimo de 128 (-4.9%).

## Geografia
De acordo com o United States Census Bureau tem uma área de
6,2 km², dos quais 6,2 km² cobertos por terra e 0,0 km² cobertos por água. Fredonia localiza-se a aproximadamente 256 m acima do nível do mar.

## Localidades na vizinhança
O diagrama seguinte representa as localidades num raio de 20 km ao redor de Fredonia.